# Shreve, Lamb and Harmon

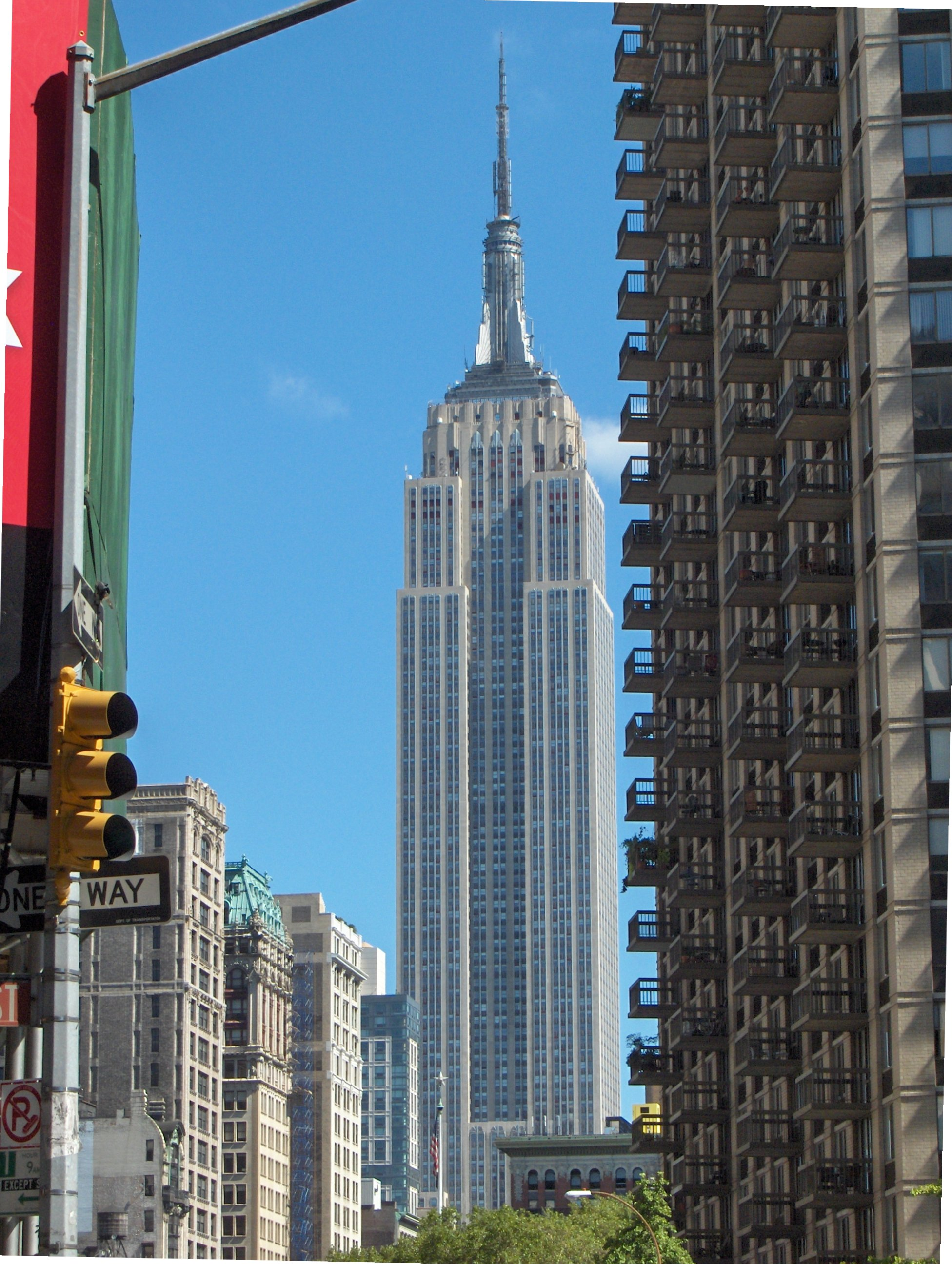
Empire State Building

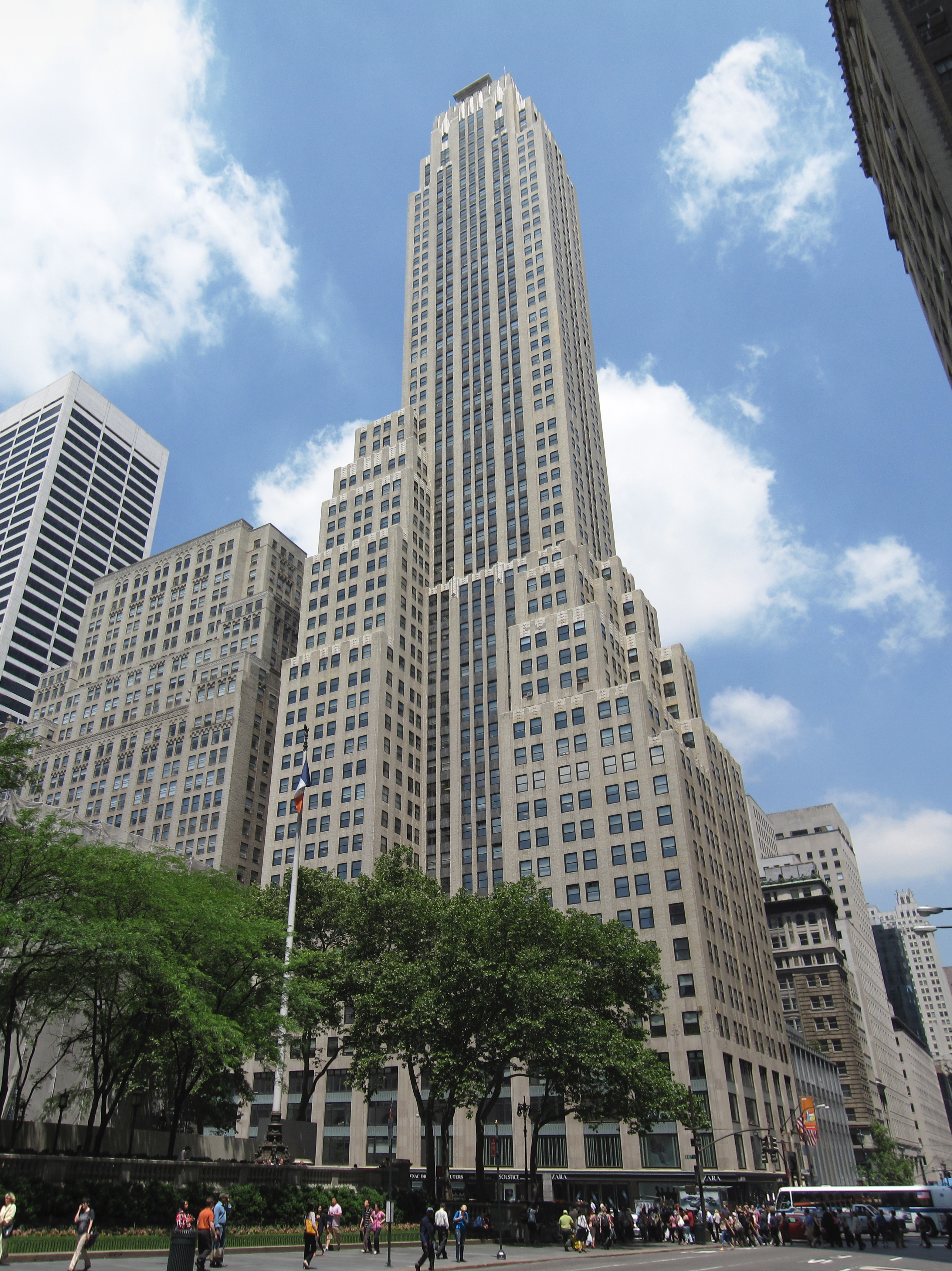
500 Fifth Avenue

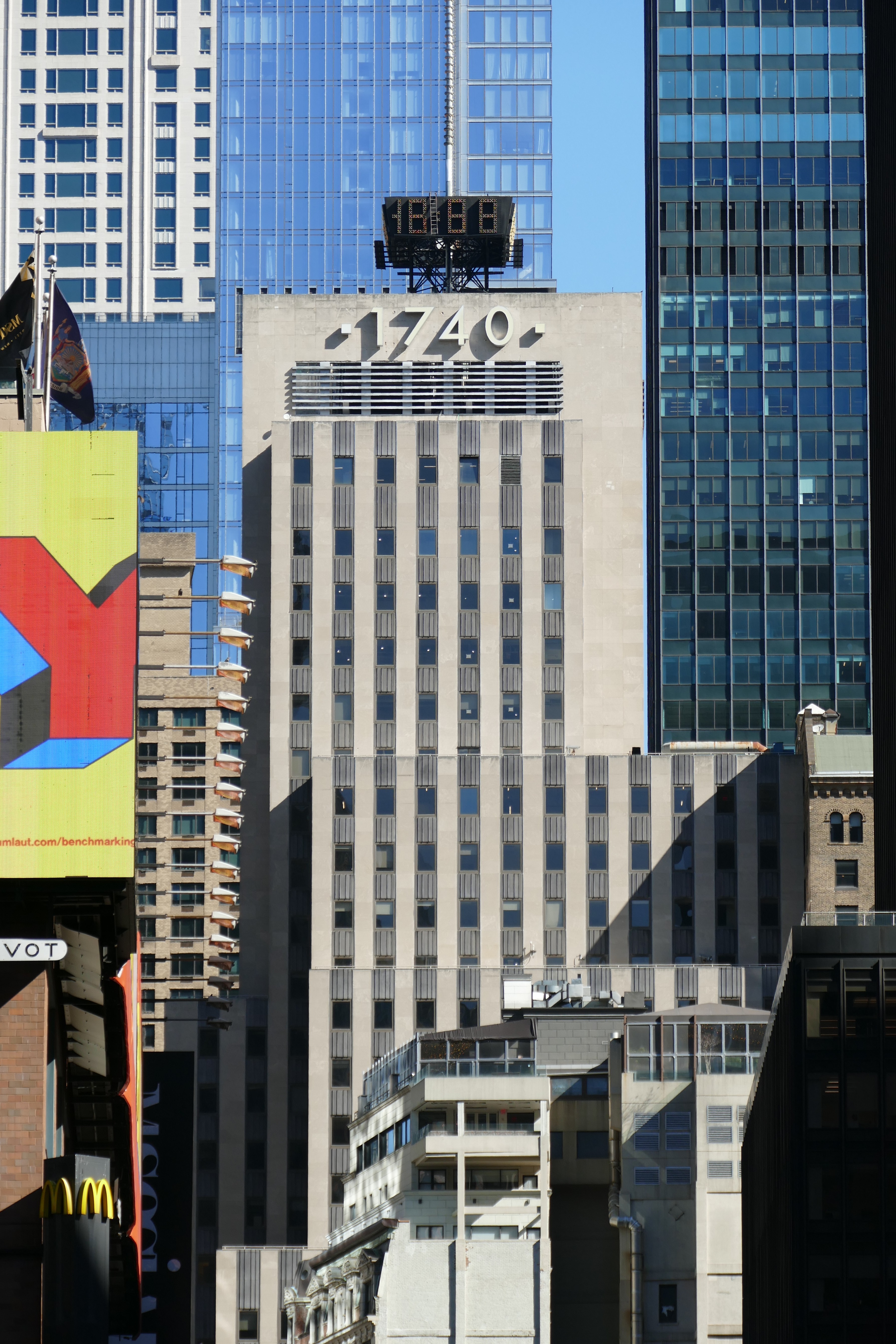
Das Gebäude 1740 Broadway, das ursprünglich Mutual of New York hieß

Shreve, Lamb and Harmon war ein US-amerikanisches Architekturbüro, das vorwiegend in New York City tätig war. Bekannt wurde das Unternehmen vor allem durch den Entwurf des Empire State Buildings.
Als Shreve, Lamb and Harmon wurde das Büro im Jahr 1929 gegründet von den drei Architekten Richmond Shreve, William F. Lamb und Arthur Loomis Harmon, die sich zusammenschlossen. Zuvor bestand es seit 1924 nur aus Richmond Shreve und William F. Lamb. Insbesondere in den 1930er Jahren realisierte das Büro in New York City einige Werke, insbesondere Hochhäuser. Bis in die 1970er Jahre blieb das aus den drei Architekten bestehende Büro tätig. Als größtes Werk des Unternehmens gilt sicherlich das New Yorker Empire State Building aus dem Jahr 1931. Es war mit 381 Metern (mit Antenne 443 Meter) bis 1972 das höchste Gebäude der Erde. Ab den Terroranschlägen am 11. September 2001 war es bis 2013 (Eröffnung des One World Trade Center) erneut das höchste Gebäude New Yorks. Als weiteres sehr bekanntes Bauwerk zählt das über 200 Meter hohe 500 Fifth Avenue in New York, ebenfalls fertiggestellt im Jahr 1931.

## Auflistung bedeutender Bauwerke
Hier eine Auflistung der wichtigsten Bauwerke des Architekturbüros:
- Forbes Magazine Building, New York City (1925) (Shreve und Lamb)
- Reynolds Building, Winston-Salem, North Carolina (1929) (Shreve und Lamb)
- 740 Park Avenue, New York (1929) (Shreve und Lamb)
- 500 Fifth Avenue, New York (1931)
- Empire State Building, New York (1931)
- Mutual of New York Building, New York (1950)
- 245 Park Avenue, New York (1967)
- Textron Tower, Rhode Island (1972)
- Deutsche Bank Building, New York (1974)
- 3 Park Avenue, New York (1975)